# Austin St. John
Austin St. John, właściwie Jason Geiger (ur. 17 września 1974 w Roswell w Nowym Meksyku) – amerykański aktor i zawodnik mieszanych sztuk walki. Popularność zdobył dzięki roli Jasona Lee Scotta w serialu Mighty Morphin Power Rangers.